# Nicocles dives
Nicocles dives är en tvåvingeart som först beskrevs av Friedrich Hermann Loew 1866.  Nicocles dives ingår i släktet Nicocles och familjen rovflugor. Inga underarter finns listade i Catalogue of Life.